# Francesco Vellani
Francesco Vellani, né vers 1688 à Modène et mort en 1768 probablement dans la même ville, est un peintre baroque italien du XVIIIe siècle actif principalement à Modène.

## Biographie
Né vers 1688, Vellani a été élève de Francesco Stringa et il peignait notamment des sujets historiques et religieux. Ses œuvres sont en majorité retrouvées dans les églises de Modène et des régions environnantes. Ses œuvres notables incluaient le retable de L'Assomption de la Vierge situé dans la Cathédrale de Modène[réf. nécessaire], une Immaculée Conception dans le retable de l'Église Nuova di Marzaglia (sh), un Saint Pie V et un Saint Thomas d'Aquin pour l'église San Domenico de Modène et un retable représentant saint Jean de la Croix pour l'église du Monache Scalze de Modène. Il meurt en 1768.

## Œuvres
Liste non exhaustive de ses peintures :
- San Rocco, huile sur toile, 47 × 36,5 cm, avant 1768, Londres[1].